# Maison Vernay
La Maison Vernay est une maison située rue des Rondes à Pérouges, dans le département de l'Ain, à proximité de la Porte d'En-Haut.

## Protection
La maison sise face à la porte d'En-Haut fait l’objet d’un classement au titre des monuments historiques depuis le 23 mai 1912. 